# Ayashi no Ceres
Ayashi no Ceres (妖しのセレス ou Ayashi-no-Seresu), obra da mangaká Yuu Watase com quatorze volumes (formato japonês) que recebeu o prêmio Shogakukan Manga Award em 1998 como melhor Mangá Shoujo.
Uma das obras mais aclamadas da autora[carece de fontes?] a qual foi produzido uma série anime de 24 episódios e também Ayashi no Gaiden.